# Valentine (Nebraska)
Valentine je grad u američkoj saveznoj državi Nebraska. Prema popisu stanovništva iz 2010. u njemu je živjelo 2,737 stanovnika.